# Miahuaxíhuitl
Miahuaxihuitl (modern Nahuatl pronunciationⓘ) de Cuauhnahuac fue una reina de Tenochtitlan. Su nombre también se escribe Miyahuaxihuitl. Fue madre de la princesa Matlalcihuatzin y del emperador azteca Moctezuma I. También fue tía de la reina Chichimecacihuatzin I y hermana del rey Cuauhtototzin.

## Biografía

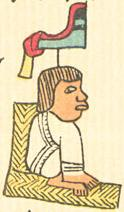
El hijo de Miahuaxihuitl, Moctezuma I, en el Códice Telleriano-Remensis.

Miahuaxihuitl nació como princesa, hija de Tezcacohuatzin, rey de Cuauhnahuac. Era conocida por su gran belleza.
Miahuaxihuitl se convirtió en esposa del emperador azteca Huitzilihuitl. Fue recibida con pompa cuando llegó a Tenochtitlan. Tuvo un hijo que más tarde se convertiría en el emperador Moctezuma I.
Moctezuma se casó con la sobrina de Miahuaxihuitl, Chichimecacihuatzin.

## Árbol familiar
|  |  |  |  |  |  |  |  |  |  |  |  |  |  |  |  | Tezcacohuatzin                 |  |  |  |  |  |  |  |  |  |
|  |  |  |  |  |  |  |  |  |  |  |  |  |  |  |  |                                |  |  |  |  |  |  |  |  |  |
|  |  |  |  |  |  |  |  |  |  |  |  |  |  |  |  | Miahuaxihuitl                  |  |  |  |  |  |  |  |  |  |
|  |  |  |  |  |  |  |  |  |  |  |  |  |  |  |  |                                |  |  |  |  |  |  |  |  |  |
|  |  |  |  |  |  |  |  |  |  |  |  |  |  |  |  | Moctezuma I                    |  |  |  |  |  |  |  |  |  |
|  |  |  |  |  |  |  |  |  |  |  |  |  |  |  |  |                                |  |  |  |  |  |  |  |  |  |
|  |  |  |  |  |  |  |  |  |  |  |  |  |  |  |  | Atotoztli II                   |  |  |  |  |  |  |  |  |  |
|  |  |  |  |  |  |  |  |  |  |  |  |  |  |  |  |                                |  |  |  |  |  |  |  |  |  |
|  |  |  |  |  |  |  |  |  |  |  |  |  |  |  |  | Axayacatl, Tizoc and Ahuitzotl |  |  |  |  |  |  |  |  |  |
|  |  |  |  |  |  |  |  |  |  |  |  |  |  |  |  |                                |  |  |  |  |  |  |  |  |  |